# Страна.ua
Страна.ua — проросійське інтернет-видання в Україні. Створене 2016 року Ігорем Гужвою.
З самого початку видання пропагувало російський колоніалізм, російської мови, РПЦвУ, підтримувало РФ у війні на сході України, а також поширювало недостовірну інформацію, що дискредитувала Україну.

## Історія

### Створення
16 лютого 2016 року проросійський журналіст Ігор Гужва оголосив про запуск видання, головним редактором якого став він сам. Частина співробітників ЗМІ до цього працювали у виданнях «Мультимедіа Інвест Груп» (серед них проросійські пропагандисти Світлана Крюкова, яка стала заступником головного редактора, та Іскандер Хісамов), сам Гужва був головою медіахолдингу та головним редактором газети «Вісті», також позиціонуючи себе його власником. Гужва називав себе єдиним інвестором ресурсу, однойменний домен належить створеній 2015 року компанії «Ласмак». 3 червня 2016 року Гужва з Крюковою стали ведучим програми «Суб'єктивні підсумки п'ятниці» на проросійському телеканалі NewsOne, який належить депутату Євгену Мураєву (колишній член Партії регіонів).

### Діяльність
У січні 2017 року сайт звинуватив владу України у планах організувати провокацію проти видання за допомогою силових органів. Протягом 2017 року хакери неодноразово ламали скриньки журналістів та отримували доступ до адмінки сайту. Судячи з дампів поштової скриньки, керівники та журналісти Страна.ua співпрацюють з Російськими пропагандистськими сайтами Украина ру та ін., а фінансується РФ.
22 червня 2017 року в редакції співробітниками поліції і прокуратури були затримані Гужва і його помічник за ч. 3 ст. 189 КК України (вимагання). За версією генпрокурора Луценка за нерозміщення на сайті компромату на депутата від Радикальної партії Дмитра Лінька, який повідомив про шантаж у поліцію 31 березня. Гужва начебто отримав 10 тис. дол. (у червні 2019 року Суд скасував розшук Гужви).
У лютому 2017 року сайт мав найгірший баланс думок і журналістських стандартів нарівні із сайтами Корреспондент, Обозреватель і газетою Вести.
У дослідженні 2018 року від Texty.org.ua назване одним із провідних проросійських видань в Україні.
21 серпня 2021 року, у розпал приготування РФ до повномасштабного вторгнення, Зеленський ввів санкції щодо ряду осіб та організацій, що поширювали російську пропаганду, серед яких були Ігор Гужва та Страна.ua. Після застосування санкцій, українські провайдери відключили доступ до сайту strana.ua. Після закриття сайту strana.ua видання перейшло на іншу URL адресу strana.news й згодом окремі українські провайдери відключили доступ й до сайту strana.news.
Згідно з дослідженнями Інституту масової інформації за грудень 2021 року, лише 38 % матеріалів на цьому сайті не містили порушень професійних журналістських стандартів.
Напередодні російського вторгнення, видання переконувало читачів, що Росія «не зацікавлена у війні». 21 лютого пропагандистка Олеся Мєдвєдєва, журналіст видання, звинуватила Україну в обстрілі непідконтрольних територій та загибелі мирних мешканців на Донбасі.

### Повномасштабне вторгнення Росії
У перші дні повномасштабного вторгнення пропагандистка видання Олеся Медведєва у відео закликала до «поганого миру», а не «хорошої війни», до перемовин, поки Росія «дає шанс», і радила «не чинити спротиву агресорам». У березні 2022 видання звинуватили в корегуванні вогню ворога.
Згодом видання змінило свою риторику, позбувшись відвертої підтримки РФ, однак на думку «Детектор медіа», саме видання зберегло антизахідну риторику та відсутність балансу думок, водночас значна частина матеріалів видання дотримувалася нейтральної точки зору.

## Критика і скандали
Сайт критикується за проросійську і антиукраїнську редакційну політику, а також маніпулятивну манеру подачі інформації:
- відсутність перевірки фактів, публікація фейків[26][27][28][29][30][31][32][33][34][35][36][37][14],
- розповсюдження російської пропаганди[38][39][40][41][42][43][44][45][46][47][48],
- використання псевдо-експертів[49],
- емоційно забарвлені заголовки[50],
- некоректний переклад іноземних матеріалів[51][50].

Сайт звинувачувався в участі у проросійській інформаційної компанії: в грудні 2016 року під виглядом реклами там публікувалася недостовірна інформація про вимогу ряду підприємств відновити торгівлю з Росією (назвати замовників цієї реклами Гужва відмовився, ЗМІ вважали організаторами операції представників проросійського олігарха Медведчука).
Гужва заявив, що сайт публікував ці матеріали начебто з позначкою «реклама». Також видання викривалось за розміщення джинсових матеріалів про діяльність Медведчука.
16 лютого 2017 року Крюкова була заявлена як організатор майстер-класу в рамках Школи молодого журналіста, організованої фондом «Майбутнє Чернігівщини». Її виступ був присвячений тому, як створити успішну інтернет-газету і за рік стати одним з провідних українських ЗМІ, що викликало протести з боку місцевих активістів та громадськості, критикували ресурс за проросійську й антиукраїнську позицію. У результаті журналістка участі в заході так і не взяла. Цей захід за участю Крюкової все ж провели згодом.
В українському антирейтингу новин, за версією Інституту масової інформації та порталу Texty.org.ua, Страна.ua зайняла 5 місце з 50. Під час моніторингу було виявлено 84 достовірних новини, 12 новин, що містили ненадійні джерела, 3 недостовірні новини. Серед цих публікацій 17 новин мали маніпулятивні заголовки, 17 новин містили маніпуляції з емоціями. Під час аналізу був виявлений один фейк, а також одна новина, яка містила мову ворожнечі. Дослідження проводилось в рамках проекту «Розвиток відповідальних інтернет-ЗМІ» за підтримки Міністерства іноземних справ Чеської республіки у червні-серпні 2018 року.
У квітні 2020 року ІМІ провів аналіз онлайн-медіа, де зазначив, що на сайті «Страна» порушення професійних стандартів було зафіксовано в 32 % матеріалів.
У кінці липня 2020 на сайті видання з'явилось фейкове «інтерв'ю» із патріархом Варфоломієм, у якому той начебто говорив, що «Київського патріархату ніколи не існувало», згодом офіційне видання Вселенської патріархії спростувало цю інформацію, сказавши що Варфоломій не давав жодних інтерв'ю.
Згідно з даними Інституту масової інформації у четвертому кварталі 2021 року майже дві третини матеріалів інтернет-ЗМІ «Страна» містили порушення журналістських стандартів. За показником дотримання професійних стандартів онлайн-медіа посіло 11 місце з 12.